# مالایمباندی
مالایمباندی (به لاتین: Malaimbandy) یک منطقهٔ مسکونی در ماداگاسکار است که در مهابو واقع شده‌است. مالایمباندی ۲۶٬۰۰۰ نفر جمعیت دارد و ۱۴۰ متر بالاتر از سطح دریا واقع شده‌است.